# Felis silvestris cafra
Il gatto selvatico sudafricano (Felis silvestris cafra Desmarest, 1822) è una sottospecie di gatto selvatico che abita alcune zone dell'Africa meridionale.

## Descrizione
Il gatto selvatico sudafricano ha una somiglianza non irrilevante con il Felis silvestris lybica, ovvero il gatto selvatico (nord)africano, difatti è stato classificato solo recentemente come sottospecie a sé stante, a seguito di accurate analisi genetiche e morfologiche, dato che in precedenza era considerato una varietà particolare di gatto selvatico africano.

## Biologia

### Dieta
Si nutre soprattutto di topi, lucertole e piccoli uccelli, ma talvolta caccia anche lepri e faraone.

### Riproduzione
Gli adulti si accoppiano in agosto-settembre, di modo che i cuccioli nascano in novembre-dicembre, cioè durante la stagione delle piogge, quando il cibo è più abbondante.

### Nemici
Il gatto selvatico compete con il servalo per le prede, mentre i caracal e gli sciacalli dalla gualdrappa spesso divorano i gattini. Le aquile marziali e i pitoni di Seba cacciano talvolta i gatti adulti, ma il principale predatore di questo animale è il leopardo: in Botswana, addirittura, pare che i gatti rappresentino circa il 15% della dieta del grande felino.

## Origine della sottospecie
Sulla base dei dati ricavati dallo studio del DNA mitocondriale di 979 gatti domestici e selvatici di Europa, Asia e Africa, gli studiosi hanno scoperto che Felis silvestris cafra si è separato dalla sottospecie nordafricana F.s. lybica e da quella asiatica F. s. ornata circa 131 000 anni fa.

## Distribuzione
Il gatto selvatico sudafricano viene collocato, come suggerisce il nome, nell'Africa meridionale. Il limite settentrionale delle zone popolate dalla sottospecie non è ben definito, ma si ritiene sia collocato approssimativamente nella zona occupata da Tanzania e Mozambico. Oltre tale confine, il resto del continente è popolato dal gatto selvatico africano.